# Positively 4th Street
"Positively 4th Street" is een lied van de Amerikaanse singer-songwriter Bob Dylan. De single was de opvolger van de wereldhit "Like a Rolling Stone". Op de B-kant werd het nummer "From a Buick 6" van het album Highway 61 Revisited uitgebracht.

## Achtergrond
4th Street is een straat in de wijk Greenwich Village op Manhattan in New York, begin jaren 1960 het centrum van de 'folkcommunity' met clubs als Gerde's Folk City waar o.a. Bob Dylan en Paul Simon debuteerden.
De tekst van het lied begint met 'You've got a lotta nerve / to say you are my friend' (Je hebt veel lef / om te zeggen dat je mijn vriend bent). Hoewel de songtitel, door Bindervoet & Henkes vertaald als "Zonneklaar, 4th Street" niet gezongen wordt, zal Dylan met de vriend uit de beginregel waarschijnlijk de 'folkcommunity' bedoeld hebben. Dylan schreef het nummer kort na de commotie, die ontstond toen hij met een electrische band op het Newport Folk Festival optrad, hetgeen de vriend(en) als verraad beschouwden.
In de rest van het lied keert Dylan zich af van die 'vrienden'.

## De opname
Op 29 juli 1965 nam Dylan het nummer op met Mike Bloomfield op gitaar, Al Kooper op orgel, Frank Owens op piano, Bobby Gregg op drums en Russ Savakus op bas. Bruce Langhorne zorgde voor de aanvullende percussie en Dylan zelf speelt op zijn Fender Stratocaster. Producer was Bob Johnston, de gekuidstechnici Frank Laico en Ted Brosman.

## De covers
Artiesten, die het nummer coverden waren Johnny Rivers, The Byrds, Jerry Garcia en Bryan Ferry. Dylan zelf vond de cover van Johnny Rivers zijn favoriet, beter dan de covers van o.a. Mr. Tambourine Man van The Byrds en All I really want to do van Sonny & Cher en beter zelfs dan zijn eigen opnmame van "4th Street".